# Aeschropteryx sectata
Aeschropteryx sectata là một loài bướm đêm trong họ Geometridae.